# 卡爾·安德烈
卡爾·安德烈（1935年9月16日—2024年1月24日）是美國極簡主義雕塑家、詩人，以其有序的線性與網格構圖雕塑作品聞名。
安德烈的創作涵蓋多種形式，包括大型公共藝術作品，室內地面裝置作品，以及小型尺度的作品。

## 生平

### 早年
卡爾·安德烈（Carl Andre）於1935年9月16日出生於美國麻薩諸塞州昆西，是喬治·安德烈（George Andre）與瑪格麗特·安德烈（Margaret Johnson Andre）三名子女中的么子。其父喬治是一位專精於船用淡水管路設計的資深設計師。安德烈在昆西的公立學校完成基礎與中等教育，1951年至1953年間，就讀於安多佛的菲利普斯学院主修藝術。在校期間，他結識了日後成為實驗電影先驅的霍利斯·弗蘭普頓，兩人之間關於藝術的深入對話，以及弗蘭普頓為其引介的其他藝術家，對安德烈日後激進的雕塑理念產生深遠影響。
1955年至1956年間，安德烈於美國陸軍服役，駐紮於北卡羅來納州。退伍後於1956年遷居紐約市。當時弗蘭普頓介紹安德烈認識了雕塑師康斯坦丁·布朗庫西的作品，並促成他於1958年與菲利普斯學院的舊識弗兰克·斯特拉再度聯繫。自1958年至1960年，安德烈與史特拉共用工作室空間
。

### 創作生涯
安德烈早期的木雕作品深受布朗庫西影響,，但在與史特拉針對空間與形式的對話中，他逐漸發展出不同的創作方向。兩人共用工作室期間，安德烈創作出一系列木製「切割」雕塑，例如《圓鋸臂切割雕塑》（Radial Arm Saw cut sculpture，1959年）與《楓木主軸練習》（Maple Spindle Exercise，1959年）。據稱，史特拉曾對安德烈指出，連那些從雕塑中切除的木塊「也是雕塑」。
1960年至1964年，安德烈在新澤西州擔任賓夕法尼亞鐵路的货物列车制軔員與列車長。他的藍領勞動經驗，以及鐵路運作所需的高度秩序與系統性，對其日後的創作風格與藝術人格產生了深刻影響。例如，安德烈即使出席正式場合，亦常穿著工裝吊帶褲與藍色工作襯衫。
此期間，安德烈主要專注於寫作，因此1960至1965年間並無太多具代表性的雕塑作品流傳。其詩作則在日後重新受到關注，最具代表性的是1980年由紐約大學出版社出版的《十二場對話》（12 Dialogues），該書收錄安德烈與弗蘭普頓輪流以詩歌與自由散文形式在打字機上進行創作的對話。安德烈的具象詩曾於美國與歐洲展出，荷蘭阿姆斯特丹市立博物館收藏了其完整詩作資料。

### 發展
安德烈於1965年首次參與公開展覽，其作品在由亨利·蓋爾德扎勒策劃、於蒂博·德·納吉畫廊舉辦的「形狀與結構」（Shape and Structure）展中展出。1966年，由137塊耐火磚沿直線排列於地面所構成的《槓桿》於1966年紐約猶太博物館（Jewish Museum）舉辦的「初級結構」（Primary Structures）展覽中展出，使安德烈獲得廣泛關注。
1960年代後期，來自德國達姆施塔特的企業家卡爾·施特勒（Karl Ströher）收購安德烈的三件作品，並將其出借給黑森州立博物馆。1981年，彼得·伊登將這些作品納入法蘭克福現代藝術博物館典藏。此後，該館自1992年至2002年陸續於「變化的場景」（Change of Scene）系列展覽中展出此批作品，並於國際間巡迴展覽。
1969年，安德烈協助發起「藝術工作者聯盟」。
1972年，英國泰特美術館（Tate Gallery）購入安德烈作品《等價八號》，該作由120塊耐火砖所組成，排列成簡單的矩形。儘管作品曾多次展出而未引發爭議，1976年《星期日泰晤士報》一篇報導將其推上風口浪尖，隨後作品甚至遭人潑灑藍色食用染料破壞，引發英國當代藝術史上最具爭議的「磚塊事件」（Bricks controversy）之一

## 評價
關於安德烈藝術的意義，評論界逐漸形成共識。2008年，出版社Ridinghouse出版《關於卡爾·安德烈：1965年以來的評論文本》（About Carl Andre: Critical Texts Since 1965），收錄多篇重要評論與展覽評析，作者包括克萊門特·格林伯格、唐納德·庫斯皮特、露西·李帕德、羅伯特·C·摩根、芭芭拉·羅斯與羅伯塔·史密斯等具影響力的藝術史家與評論家。

## 個人生活
安德烈前兩段婚姻皆以離婚告終，第三段婚姻則涉及爭議性事件，其妻、當代藝術家安娜·門迪塔於1985年自34樓公寓墜樓身亡，安德烈在1988年被控二級謀殺罪名，最終於法官審理中獲判無罪，引發藝術界與女性主義者的強烈反彈。
1999年，安德烈與藝術家梅莉莎·克雷奇默（Melissa Kretschmer）結婚。卡爾·安德烈於2024年1月24日逝世於紐約曼哈頓，享壽88歲。

### 安娜·門迪塔之死
1979年，卡爾·安德烈透過藝術家李昂·戈盧布與南茜·斯佩羅的介紹，在紐約市的AIR畫廊結識了藝術家安娜·門迪塔。。兩人於1985年1月結婚。同年9月，門迪塔在與安德烈爭執後，從安德烈位於第34層的公寓窗戶墜樓身亡。
據報導，當晚住在隔壁的鄰居夫婦曾聽到門迪塔高喊「不要」（"No"）的尖叫聲，而安德烈翌日被目擊臉上帶有多處抓痕。根據安德烈於門迪塔死亡後撥打的911電話記錄，他曾說：「事情是這樣的……我太太是藝術家，我也是藝術家，我們為我在公眾間比她更為出名而爭執，她走進臥室，我跟了進去，然後她從窗戶那裡……」。當晚，安德烈被控以二級謀殺罪。他選擇由法官審理、放棄陪審團。1988年，安德烈被判所有相關罪名無罪。
多年來，安德烈的作品在博物館展出時，屢遭門迪塔支持者抗議。2022年，播客節目《一位藝術家的死亡》（Death of an Artist）深入探討門迪塔死亡事件與圍繞安德烈的沉默文化。2017年，洛杉矶当代艺术博物馆（MOCA）格芬當代館（Geffen Contemporary）舉辦安德烈展覽開幕時，有抗議者到場分發寫有「Carl Andre is at MOCA Geffen. ¿Dónde está Ana Mendieta?」（卡爾·安德烈在MOCA格芬館，那安娜·門迪塔在哪裡？）的明信片
。

### 來源
1. ↑  . 非池中藝術網.   [2025-04-23].
2. ↑  Hartford Advocate November 13, 1997 "Twenty Years After Stone Field Sculpture shook the Insurance City, Carl Andre Returns" by Patricia Rosoff  （页面存档备份，存于）
3. ↑  . artnet.com.   [2019-05-22]. （原始内容存档于2025-01-11）.
4. ↑  . Tate Etc.   [Aug 23, 2020]. （原始内容存档于2024-11-12）.
5. ↑  . galeriacayon.com.   [April 9, 2025].
6. ↑  Tomkins, Calvin. . The New Yorker. 2011-11-27  [2024-02-07]. ISSN 0028-792X. （原始内容存档于2022-11-15） （美国英语）.
7. 1 2 3 4  Kennedy, Randy. . The New York Times. 2024-01-24  [2024-01-27]. ISSN 0362-4331. （原始内容存档于2024-03-07） （美国英语）.
8. 1 2 3 4  Naked by the Window, by Robert Katz published 1990 by The Atlantic Monthly Free Press ISBN 0-87113-354-7
9. 1 2 3  12 Dialogues, Carl Andre and Hollis Frampton 1962–1963 published by Nova Scotia College of Art and Design Press and New York University Press, edited by Benjamin HD Buchloh ISBN 0-8147-0579-0
10. 1 2  Minimalism: Art and Polemics in the Sixties, edited by James Meyer, published 2004 by Yale University Press ISBN 0-300-10590-8, ISBN 978-0-300-10590-2
11. ↑  Rose, Barbara. . The Brooklyn Rail. 2014-07-15  [2020-03-26]. （原始内容存档于2024-11-17） （美国英语）.
12. ↑  . Stedelijk Museum.   [2019-05-22]. （原始内容存档于2025-01-18） （英语）.
13. ↑  . Research collections. 美國藝術檔案館（英语：Archives of American Art）. 2011  [June 17, 2011].
14. ↑  Belcove, Julie. . Financial Times. 25 Jan 2013  [23 Aug 2020]. （原始内容存档于December 10, 2022） （美国英语）.
15. ↑  . gallery.ca. The National Gallery of Canada.   [23 Aug 2020]. （原始内容存档于2024-04-25） （美国英语）.
16. ↑  Tompkins, Calvin. . The New Yorker. 28 Nov 2011  [23 Aug 2020]. （原始内容存档于2022-11-15） （美国英语）.
17. ↑  . Frankfurt: Societaetsverlag Frankfurt. 1994. ISBN 3-7973-0585-0.
18. ↑  彼得·伊登（英语：Peter Iden）、羅爾夫·勞特（英语：Rolf Lauter） (ed.): Bilder für Frankfurt. Bestandskatalog des Museums für Moderne Kunst. München 1985. ISBN 978-3-7913-0702-2
19. ↑  . MMK Museum für Moderne Kunst Frankfurt.
20. ↑  Bee, Andreas: Zehn Jahre Museum für Moderne Kunst Frankfurt am Main, Köln 2003, ISBN 3832156291
21. ↑  羅爾夫·勞特（英语：Rolf Lauter） : Carl Andre : extraneous roots, Museum für Moderne Kunst Frankfurt at Monastery of the Carmelites, Frankfurt 1991,  ISBN 3882704616
22. ↑  彼得·伊登（英语：Peter Iden）, 羅爾夫·勞特（英语：Rolf Lauter）: Dalla pop art americana alla nuova figurazione : opere del Museo d'arte moderna di Francoforte, Padiglione d'arte contemporanea, Milan, 1987 ISBN 9788820207632
23. ↑  . Oxford Reference: A Dictionary of Modern and Contemporary Art.   [2024-01-26]. （原始内容存档于2025-01-23） （en-UK）.
24. ↑  John Walker. (1999). "Carl Andre's 'pile of bricks'- Tate Gallery acquisition controversy – 1976" （页面存档备份，存于）. Art & outrage/artdesigncafe. Retrieved December 23, 2011.
25. ↑  . （原始内容存档于2013-08-02）.
26. ↑  . 17 August 2017  [2025-04-23]. BBC Four. （原始内容存档于2023-12-25）.
27. ↑  . Paula Cooper Gallery.   [2025-04-23] （英语）.
28. ↑  Feldman, Paula; Rider, Alistair; Schubert, Karsten. . Ridinghouse. 2006  [2025-04-23]. ISBN 978-1-905464-00-5 （英语）.
29. ↑  Smith, Harrison. . The Washington Post. 2024-02-10  [2024-03-07]. ISSN 0190-8286 （美国英语）.
30. ↑  McNay, Michael. . The Guardian. 2024-01-25  [2024-03-07]. ISSN 0261-3077 （英国英语）.
31. ↑  O'Hagan, Sean. . The Observer. 2013-09-21  [2019-05-22]. ISSN 0029-7712. （原始内容存档于2019-05-07） （英国英语）.
32. 1 2  Sullivan, Ronald. . The New York Times. February 12, 1988  [April 28, 2010]. （原始内容存档于2025-04-04）.
33. ↑  . The Art Story.   [2023-03-04]. （原始内容存档于2021-10-07）.
34. ↑  Hoffman, Jan. . The Village Voice. 2020-08-07  [2023-03-04]. （原始内容存档于2023-05-29）.
35. ↑  . New York. March 30, 2012  [2020-01-22]. （原始内容存档于2013-01-18） （美国英语）.
36. ↑  . Pushkin Industries.   [2024-03-07]. （原始内容存档于2025-04-07） （英语）.
37. ↑  . Hyperallergic. 2020-01-21  [2020-01-22] （美国英语）.
38. ↑  . Los Angeles Times. 2017-04-06  [2020-03-26]. （原始内容存档于2025-01-08） （美国英语）.

### 書籍
- About Carl Andre: Critical Texts Since 1965, 2008, published by Ridinghouse（英语：Ridinghouse）
- Busch, Julia M. . London: Associated University Presses（英语：Associated University Presses）. 1974. ISBN 0-87982-007-1.
- 羅爾夫·勞特（英语：Rolf Lauter）: Carl Andre: Extraneous Roots. Museum für Moderne Kunst in the Monastery of the Carmelites, Frankfurt am Main 07.06.-14.07.1991. ISBN 3882704616
- 羅爾夫·勞特（英语：Rolf Lauter）; Christian K. Scheffel; Carl Andre: Blickachsen 4, Skulpturen im Kurpark Bad Homburg v. d. Höhe, Bad Homburg 18.05.-05.10.2003. ISBN 3926546417
- Christel Sauer: Carl Andre: Cuts, DE/EN, Basel 2011, ISBN 978-3-905777-10-9
- Rider, Alistair. Carl Andre: Things in their Elements. London: Phaidon Press, 2011.

## 外部連結
- Official website
- Filmed interview with Carl Andre – TateShots 的存檔，存档日期March 16, 2017，.
- Carl Andre collection MMK Frankfurt
- Carl Andre exhibition at Paula Cooper Gallery, NYC 2014 的存檔，存档日期December 16, 2014，.
- Retrospective Gets a Master's Touch Carl Andre Emerges to Guide Installation at Dia:Beacon NEW YORK TIMES by Randy Kennedy 的存檔，存档日期September 24, 2015，.
- Carl Andre Dia Retrospective 的存檔，存档日期May 11, 2015，.
- Carl Andre – Biography and Analysis from the Art Story Foundation website
- Short biography from the Guggenheim Museum
- Carl Andre interviewed on PORT
- Carl Andre Work & Extended Biography Timeline of Exhibitions 1964–present
- Carl Andre at the Tate Modern（英语：Tate Modern）
- Brooklyn Rail In Conversation: Carl Andre with 米凱萊·葛柏·克萊因（英语：Michèle Gerber Klein） and 馮·布伊（英语：Phong Bui）